# Juan Giménez (1927–2000)
Juan Carlos Giménez – piłkarz argentyński, obrońca, pomocnik. Później trener.
Giménez grał w klubie CA Huracán od 1946 roku - ostatni raz w 1950, kiedy to rozegrał w barwach Huracán 25 meczów. W 1951 roku razem z klubem Racing Club de Avellaneda zdobył tytuł mistrza Argentyny.
Wziął udział w turnieju Copa del Atlántico 1956, gdzie Argentyna zajęła drugie miejsce. Giménez zagrał w obu meczach - z Urugwajem i Brazylią.
Jako piłkarz klubu Racing wziął udział w turnieju Copa América 1957, gdzie Argentyna zdobyła mistrzostwo Ameryki Południowej. Giménez zagrał we wszystkich sześciu meczach - z Kolumbią, Ekwadorem, Urugwajem, Chile, Brazylią i Peru.
Łącznie w lidze argentyńskiej Giménez rozegrał 215 meczów.
Po zakończeniu kariery piłkarskiej został trenerem - trenował m.in. drużynę Racingu (w 1964, 1976, 1977 i 1985) oraz w latach 1972–1973 drużynę klubu Ferro Carril Oeste.